# Verwaltungsgemeinschaft Dingelstädt

Lage der Verwaltungsgemeinschaft im Landkreis Eichsfeld

In der Verwaltungsgemeinschaft Dingelstädt aus dem thüringischen Landkreis Eichsfeld hatten sich die Stadt Dingelstädt und fünf Gemeinden zur Erledigung ihrer Verwaltungsgeschäfte zusammengeschlossen.
Sitz der Verwaltungsgemeinschaft war Dingelstädt. Letzter Vorsitzender war Andreas Karl Fernkorn.
Die Verwaltungsgemeinschaft löste sich im Zuge der Gebietsreform zum 31. Dezember 2018 auf. Es entstand die Landgemeinde Stadt Dingelstädt.

## Die Gemeinden
Nachfolgend die Gemeinden und deren Einwohnerzahl in Klammern (Stand: 31. Dezember 2017):
1. Dingelstädt, Stadt (4349)
2. Helmsdorf (501)
3. Kallmerode (601)
4. Kefferhausen (723)
5. Kreuzebra (716)
6. Silberhausen (612)

## Geschichte
Die Verwaltungsgemeinschaft wurde am 3. April 1991 gegründet. Im Rahmen der Gebietsreform in Thüringen wurde die Verwaltungsgemeinschaft am 31. Dezember 2018 aufgelöst. Kallmerode wurde nach Leinefelde-Worbis eingemeindet. Die übrigen Mitgliedsgemeinden schlossen sich zur Landgemeinde Dingelstädt zusammen.

### Einwohnerentwicklung
Entwicklung der Einwohnerzahl:
| - 1994 – 8569 - 1995 – 8635 - 1996 – 8634 - 1997 – 8658 - 1998 – 8614 - 1999 – 8647 | - 2000 – 8646 - 2001 – 8578 - 2002 – 8480 - 2003 – 8428 - 2004 – 8372 - 2005 – 8284 | - 2006 – 8240 - 2007 – 8174 - 2008 – 8129 - 2009 – 8121 - 2010 – 8079 - 2011 – 7668 | - 2012 – 7583 - 2013 – 7587 - 2014 – 7561 - 2015 – 7578 - 2016 – 7485 - 2017 – 7502 |

 Datenquelle: ab 1994 Thüringer Landesamt für Statistik – Werte vom 31. Dezember